# María Virtudes Marí Ferrer
María Virtudes Marí Ferrer (Eivissa, 13 d'agost de 1965) és una política eivissenca, diputada al parlament de les Illes Balears en la VIII legislatura.

## Biografia
Es llicencià en dret i diplomà en graduat social. Des de 1990 treballa com a advocada especialista en dret administratiu. Militant del Partido Popular. De 1991 a 1993 fou Directora General de Joventut del Govern Balear, a les eleccions municipals espanyoles de 1995 i 1999 fou regidora de medi ambient i portaveu del grup municipal popular a l'ajuntament d'Eivissa.
Fou escollida diputada a les eleccions al Parlament de les Illes Balears de 2011. Ha estat secretaria de la Comissió 
d'Hisenda i Pressuposts del Parlament de les Illes Balears i portaveu de la Comissió de Medi Ambient, Ordenació del Territori i urbanisme.
Al desembre de 2015 fou nomenada membre del Consell de Direcció de l'Ens Públic de Radiotelevisió de les Illes Balears.